# Інкерманський завод марочних вин
Інкерма́нський заво́д ма́рочних ви́н — виноробне підприємство, є одним з основних виробників натуральних столових вин в Україні з найширшим асортиментом продукції. Завод розташований в Інкермані (Крим, Україна).
Експорт продукції становить до 35 % обсягу виробництва. На витримці у підвалах знаходиться понад 1,5 млн. дал. виноматеріалів.

## Історія
«Інкерманський завод марочних вин» було засновано у 1961 році
1 лютого 1961 році Постановою Ради народного господарства Кримського економічного району засновано «Інкерманський завод марочних вин», введена перша черга заводу — цех столових вин. Завод побудований на базі підземних виробок, поруч із Севастополем, у місті Інкерман. Раніше тут у глибоких виробках добували будівельний камінь для відновлення зруйнованого під час Німецько-радянської війни Севастополя. Новому заводу було передано ціле підземне місто з галереями висотою до 12 м і шириною 10-12 м на глибині від 5 до 30 м від поверхні землі. У прохолодних підземних галереях були встановлені дубові бочки і обладнання для приготування високоякісних столових, міцних і десертних марочних вин. Закладено на витримку марочні вина «Каберне Качинське», «Аліготе Золота балка», «Рислінг Алькадар», «Ркацителі Інкерманське», «Портвейн білий кримський», «Портвейн червоний кримський».
У 60-ті роки у становлення і розвиток Інкерманського заводу великий внесок внесли фахівці Зепалов Л. І., Тільк Л. Г. (перший директор заводу), Деменков А. П., Можаєв П. П., Зепалова В. Є., Крамаренко В. П., Соколов А. С., Соколова Д. І., Ніколи Л. В. Майже всі провідні фахівці севастопольського виноробства пройшли школу винкомбінату «Масандра» і продовжили на Інкерманському заводі марочних вин традиції, закладені корифеєм кримського виноробства Левом Сергійовичем Голіциним.
Інкерманські вина вперше взяли участь у Першому Міжнародному конкурсі вин в Тбілісі, у 1965-му році, де 5 марочних вин завоювали 3 золоті та 2 срібні медалі
у 1980-му році створена унікальна науково-дослідна лабораторія для вивчення сировинної бази, вдосконалення технології і створення нових марок вина. Протягом багатьох років завод практично є базою інституту «Магарач», спільно з яким проводилися дослідження щодо вдосконалення технології марочних сухих, міцних і десертних вин.
У 2000-му році побудовано сучасний комплекс з розливу виноградних вин, оснащений сучасним технологічним обладнанням, розроблено європейський дизайн оформлення готової продукції, багаторівневий захист від фальсифікації продукції. Це дозволило розливати на заводі весь обсяг випущених вин, значно підвищити якість і конкурентоспроможність продукції. Розпочато поставки продукції за кордон. Вино експортується до Росії, США, Німеччини, Польщі та інших країн.
Щорічно вина Inkerman виграють тендер Міністерства закордонних справ України, присутні на заходах державного рівня — поставляються до закордонних представництв і посольств України, подаються на всіх офіційних дипломатичних прийомах.
З 1 січня 2005-го року «Інкерманський завод марочних вин» увійшов до складу Першого національного виноробного холдингу, до якого увійшли господарства з вирощування і переробки винограду. Так з'явилася можливість здійснити замкнутий цикл виробництва: від ґрона винограду на винограднику до готової продукції в пляшці.

## Принципи діяльності
Inkerman — флагманський бренд Першого Національного Виноробничого Холдингу — лідера українського ринку вина і коньяку. Діяльність холдингу заснована на принципах відродження і примноження вікових традицій і минулої слави вітчизняного виноградарства і виноробства.

## Торгова марка Inkerman
На Інкерманському заводі створюються марочні вина торгової марки Inkerman понад 30-ти позицій. Серед них — «Каберне Качинське» і «Каберне Кримське», «Алиготе Кримське» і «Рислінг Алькадар», «Перлина Інкерману», «Совіньйон Кримський», «Ркацителі Інкерманське» і портвейн «Севастополь».
- «Мускат Осипенко» — напівсухе біле вино, витримка в дубових бочках не менше 6 місяців.
- «Легенда Інкерману» — напівсолодке біле вино, витримка в дубових бочках не менше 6 місяців.
- «Перлина Інкерману» — біле сухе марочне вино, витримка понад три роки. Входить в колекцію Grand Reserve, нагороди міжнародних конкурсів вин: 3 Кубки Гран-прі, 10 золотих і 3 срібних медалі.
- «Каберне Качинське» — червоне сухе марочне вино, витримка понад три роки. Входить в колекцію Grand Reserve. Нагороди міжнародних конкурсів вин: 11 золотих і 6 срібних медалей.

### Колекція молодих вин
Сухі
- Каберне Сортове
- Совіньйон Сортовий

Напівсухі
- Шато Руж
- Шато Блан

Напівсолодкі
- Піно Нуар Кримський
- Мускат Качинський
- Буссо

### Основна колекція
Сухі
- Каберне Качинське
- Бастардо
- Старий Крим
- Мерло-Каберне
- Мерло Качинське
- Рубін Херсонесу
- Аліготе Кримське
- Ркацителі Інкерманське
- Перлина Інкерману
- Рислінг Кримський
- Совіньйон Кримський
- Шардоне Качинське

Напівсухі
- Інкерман Червоне
- Інкерман Біле

Напівсолодкі
- Древній Херсонес
- Легенда Інкерману

Десертні
- Кагор Український

Креплені
- Портвейн Червоний
- Кримський Севастополь
- Портвейн Білий Кримський

### Колекція GRAND RESERVE
Сухі
- Каберне Качинське GRAND RESERVE
- Аліготе Кримське GRAND RESERVE
- Перлина Інкерману GRAND RESERVE

## Унікальні винні підвали
Загальна площа винних підвалів становить 5,5 га. Глибина залягання винних підвалів 5-30 метрів
Під Севастополем, на березі стародавньої Ахтіарської бухти, в глибоких підземних виробках білого будівельного каменю розташовані підвали «Інкерманського заводу марочних вин». Унікальні винні підвали є важливою особливістю Інкерманського ЗМВ. Тут, у товщі скелі, на глибині 30-50 метрів[джерело?], в дубових бочках і бутах зберігаються вина заводу. Галереї вапнякових товщ утворюють ціле печерне місто, площа якого — 5,5 га. Постійно діюча система мікроклімату створює оптимальні умови для дозрівання справжнього кримського марочного вина — температура +14 — 18 °С і відносна вологість повітря 80-85%. Одночасно на витримці в підвалах Інкерману може зберігатися до 15 млн літрів вин.
Сьогодні — це один з найбільших винних підвалів Європи, що привертає увагу шанувальників справжнього кримського вина. Тисячі українських та іноземних туристів щорічно відвідують підвали в рамках винного туру з дегустацією продукції TM Inkerman.

## Нагороди Inkerman
Вина Inkerman удостоєні: 16 кубків Гран-прі, 135 золотих, 58 срібних і 12 бронзових медалей міжнародних виставок і конкурсів, кубку «Лідер Року 2004», нагороди «Зірка якості 2004», знаку «100 найкращих товарів року 2004», конкурсу «Золотий Грифон. Ялта-2005».
- У 2007 році на міжнародному конкурсі «Золотий грифон-2007» вина торгової марки отримали усі вищі нагороди.
- У 2009 році на дегустаційному конкурсі «Ялта. Золотий Грифон — 2009», який проходить під егідою Міжнародної організації виноробства і вина (OIV, Париж, Франція), «Аліготе Кримське» з колекції Inkerman Grand Reserve отримало Велику золоту медаль.
- У 2010 році TM Inkerman здобула перемогу у національному рейтингу «Фаворити Успіху — 2010», у категорії «Вино українського виробництва»[2].